# Jacques Bascou
Pour les articles homonymes, voir Bascou.
Jacques Bascou est un homme politique français, né le 31 mars 1953 à Castelnaudary (Aude). Il est député de l’Aude de 1997 à 2012, maire de Narbonne (2008-2014), et président de la Communauté d’agglomération Le Grand Narbonne (2008-2020).

## Biographie
En 1978, Jacques Bascou obtient à l’Université de Montpellier un diplôme d’études supérieures en économétrie. Il devient ensuite collaborateur parlementaire de circonscription de Pierre Guidoni, député de l’Aude, puis des maires de Béziers et Castelnaudary.

### Député de l’Aude
Désigné candidat aux élections législatives de juin 1997, il est élu avec 61,76 % des suffrages sur la 2e circonscription de l’Aude.
Réélu en 2002 (55,91 %) et 2007 (53,65 %), il appartient à la Commission des Affaires étrangères. Il est également membre de l’Assemblée parlementaire Euro Méditerranée, où il représente la France avec Jean-Claude Guibal, et secrétaire du groupe parlementaire France-Burkina Faso pendant 15 ans. Il co-fonde l’Association nationale des Elus de la Vigne et du Vin.

### Carrière politique à Narbonne
Suivant les instructions du parti socialiste contre le cumul des mandats, il ne se représente pas aux élections législatives de 2012, ayant été élu maire de Narbonne en 2008 et président du Grand Narbonne la même année. Le 30 mars 2014, il échoue à se faire réélire à la mairie, ne remportant que 43,82% des suffrages contre 45,20% à son adversaire Didier Mouly. Il est cependant reconduit à la direction du Grand Narbonne.
Lors de son mandat de maire, il fait reconstruire un quartier dans le cadre d'une opération de l'Agence nationale pour la rénovation urbaine et lance avec Georges Frêche le musée régional de la romanité Narbo Via, conçu par Norman Foster.
Lors de sa direction du Grand Narbonne, il élargit le territoire à 37 communes. Pendant son second mandat, il travaille à un projet d'éolien offshore en Méditerranée, entre autres à Port-la-Nouvelle.

### Départ du parti socialiste
Adhérent du Parti socialiste en 1976, membre du Bureau national au titre du courant NPS, il est membre du comité politique de la campagne de Vincent Peillon pour la primaire citoyenne de 2017. Il démissionne du Parti socialiste au lendemain du 1er tour de l’élection présidentielle.

## Mandats
- 01/06/1997 - 19/06/2012 : député de l'Aude
- 19/03/2001 - 16/03/2008 : conseiller municipal de Narbonne (Aude)
- 15/01/2003 - 16/03/2008 : membre de la Communauté d'agglomération de la Narbonnaise
- 16/03/2008 - 06/04/2014 : maire de Narbonne
- avril 2008 - avril 2014 : président de la communauté d'agglomération de la Narbonnaise devenue en 2010 communauté d'agglomération Le Grand Narbonne
- mars 2014 - juillet 2020 : conseiller municipal de Narbonne
- avril 2008 - juillet 2020 : président de la communauté d'agglomération Le Grand Narbonne, réélu le 14 avril 2014 [6].

### Décoration
- Chevalier de la Légion d'honneur (2013)[13]